# Prix du Hainaut
Les prix du Hainaut sont un ensemble de prix, décernés par la province de Hainaut à des artistes hainuyers.

## Organisé par la province de Hainaut
Le prix du Hainaut est créé par la décision du 9 juillet 1912 prise par le Conseil provincial du Hainaut. En 1913, il est décerné pour la première fois à Pierre Paulus. L'objectif du pouvoir politique était d’encourager des artistes de la province du Hainaut. D’une valeur au départ de 1.000 francs belges, il s’agissait à la base d’un prix unique qui récompensait des artistes de la province ayant produit dans tous les domaines de l’art « une œuvre digne d’intérêt ». En 1922, le conseil provincial décide aussi de l’achat d’une œuvre de chacun des lauréats en vue de la placer dans la maison communale de la localité du Hainaut où est né l’artiste.

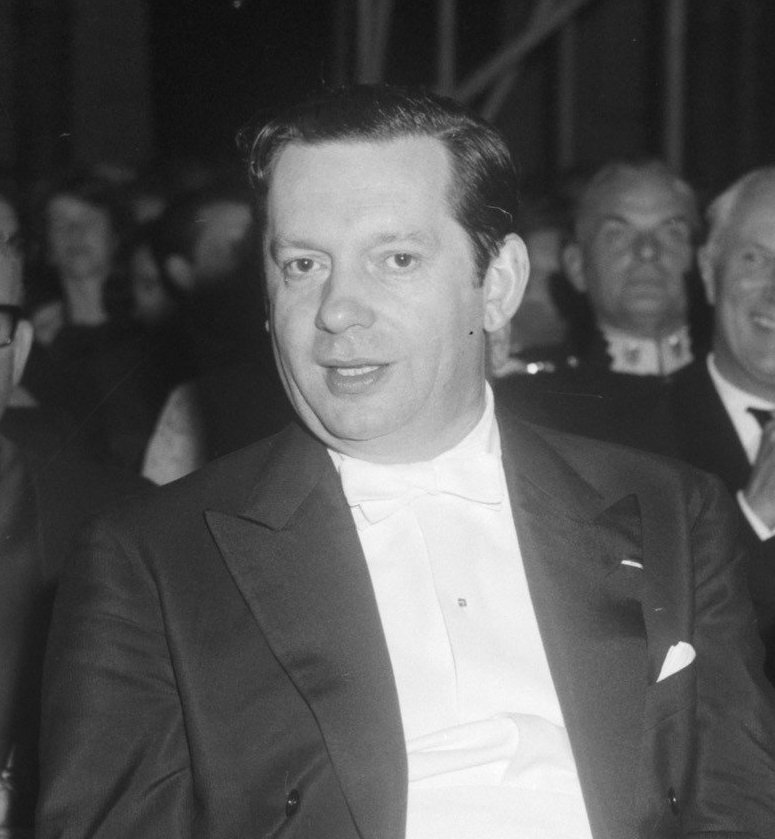
Arthur Grumiaux.

Les autorités provinciales voulaient ainsi soutenir les artistes hennuyers en faisant de l'éducation populaire et en développant le sentiment esthétique de la société. L'autre objectif était d'abolir les distinctions entre les artistes et les artisans.
Attribué alors à des créateurs œuvrant dans des domaines aussi divers que l’architecture, la peinture, la littérature ou encore la musique, le prix du Hainaut a été complètement remanié en 1990. À partir de cette date, l'on trouve plusieurs catégories de prix du Hainaut dont le prix du Hainaut (arts plastiques).

### Liste des lauréats (1913-1990)
Parmi les lauréats du prix du Hainaut d'avant 1990, citons : 
- 1913 : Pierre Paulus, peintre ;

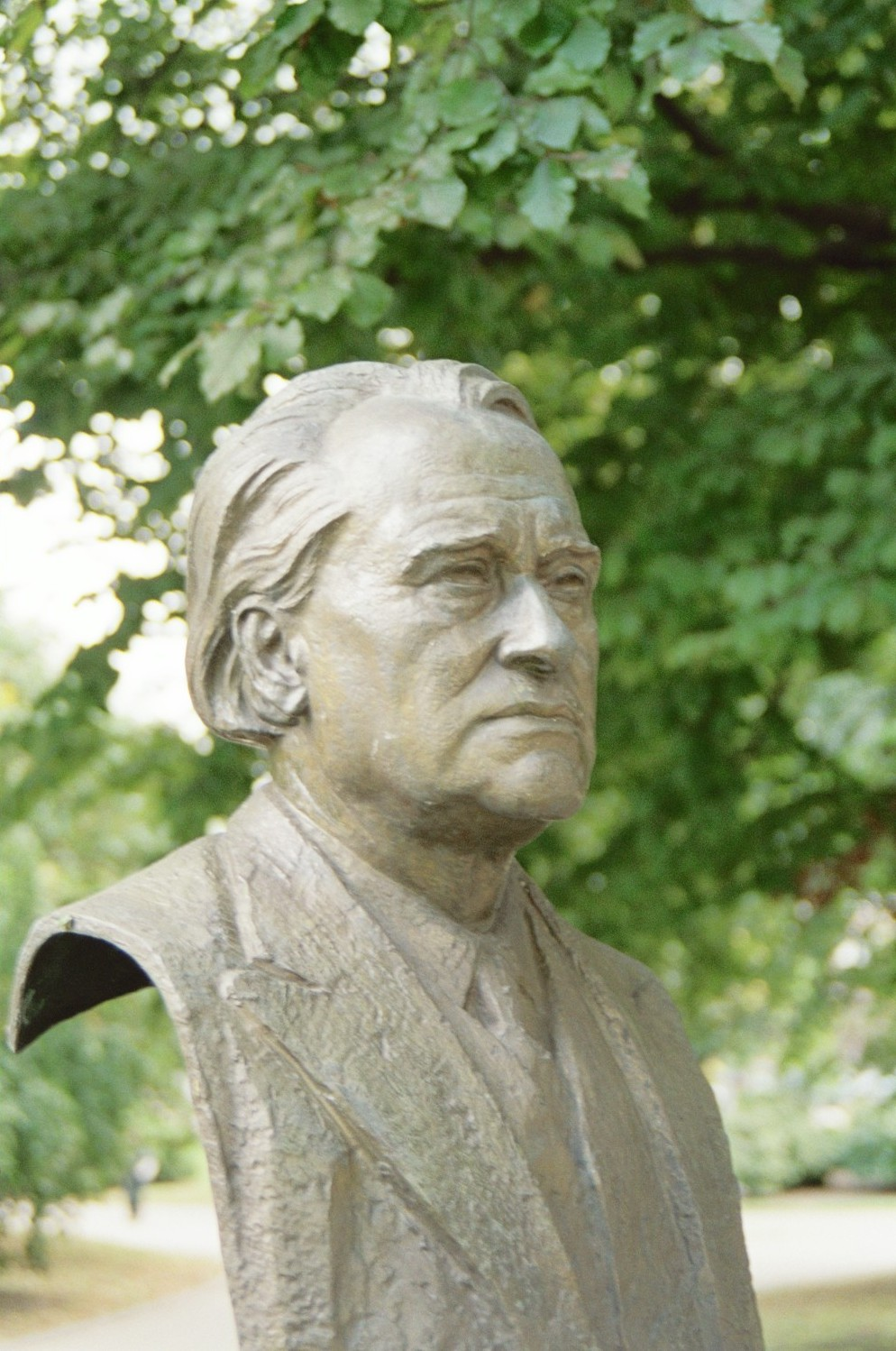
Pierre Paulus.

- Pierre Paulus.1914-1918 : Fernand Allard L'Olivier, peintre ;
- 1919 : Louis Buisseret, peintre ;
- Anto Carte.1920 : Anto Carte, peintre ;
- 1922 : Alfred Moitroux, peintre ;

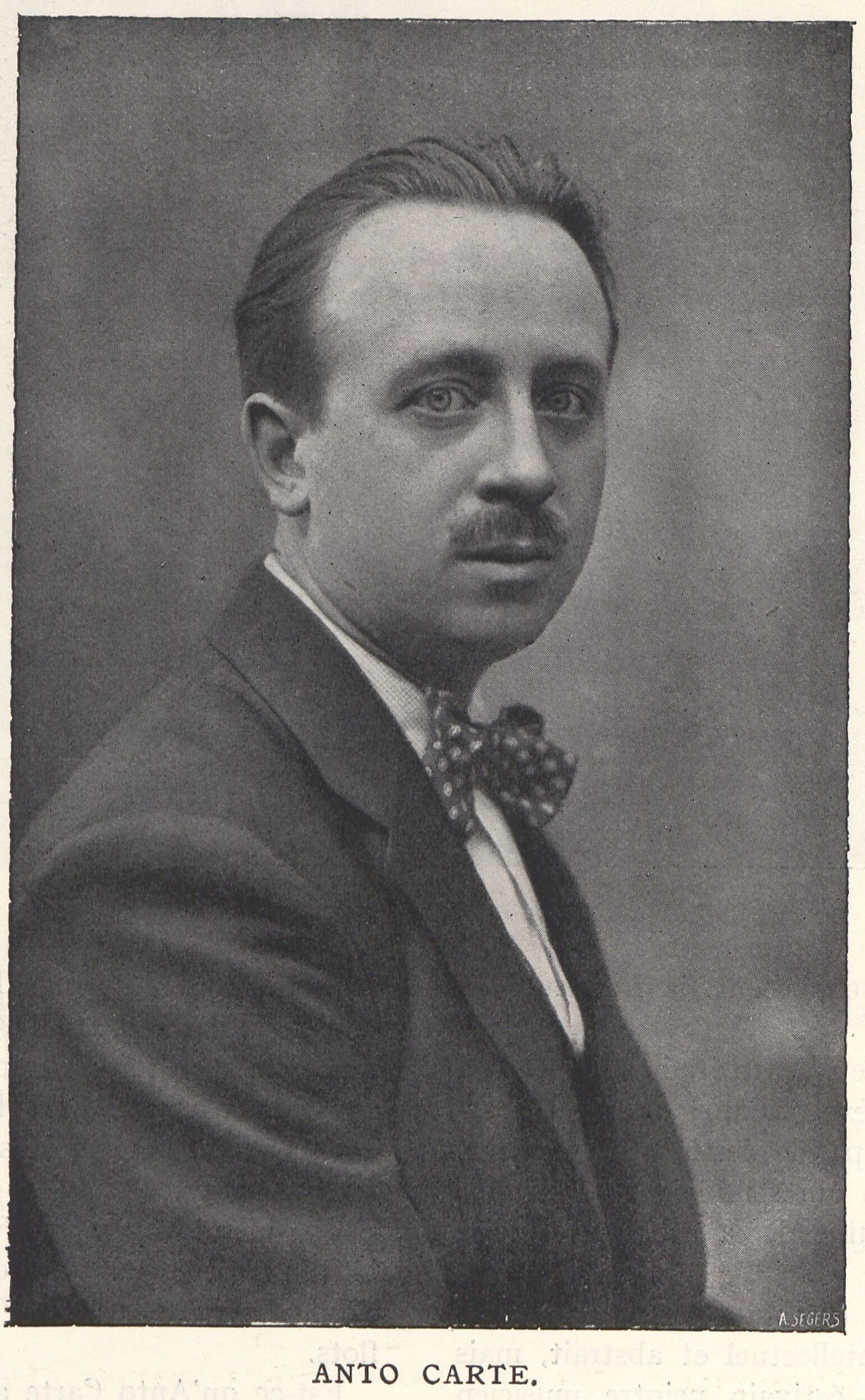
Anto Carte.

- 1923 : Gustave Jacobs, sculpteur ;
- 1925 : Arthur Cantillon, littérateur ;
- 1924 : Henry Lacoste, architecte ;
- 1925 : Fernand Quinet, compositeur de musique ;
- 1926 : Pierre Dequenne, peintre ;
- 1927 : Paul Joris, sculpteur ;
- 1928 : Louis Piérard, littérateur ;
- 1929 : Georges Wasterlain, sculpteur ;
- 1930 : Rodolphe Strebelle, peintre ;
- 1931 : Léon Navez, peintre ;
- 1932 : Léon Devos, peintre ;
- 1933 : Yvonne Herman, poétesse ;
- 1934 : Victor Bourgeois, architecte ;
- 1935 : Pierre Hubermont, littérateur ;
- 1936 : Taf Wallet, peintre ;
- 1936 : Auguste Fourmy, littérateur (à titre posthume) ;
- 1937 : Charles Plisnier, littérateur ;
- Georges Wasterlain.1938 : Eudore Misonne, peintre ;
- 1939 : Frans Depooter, peintre ;

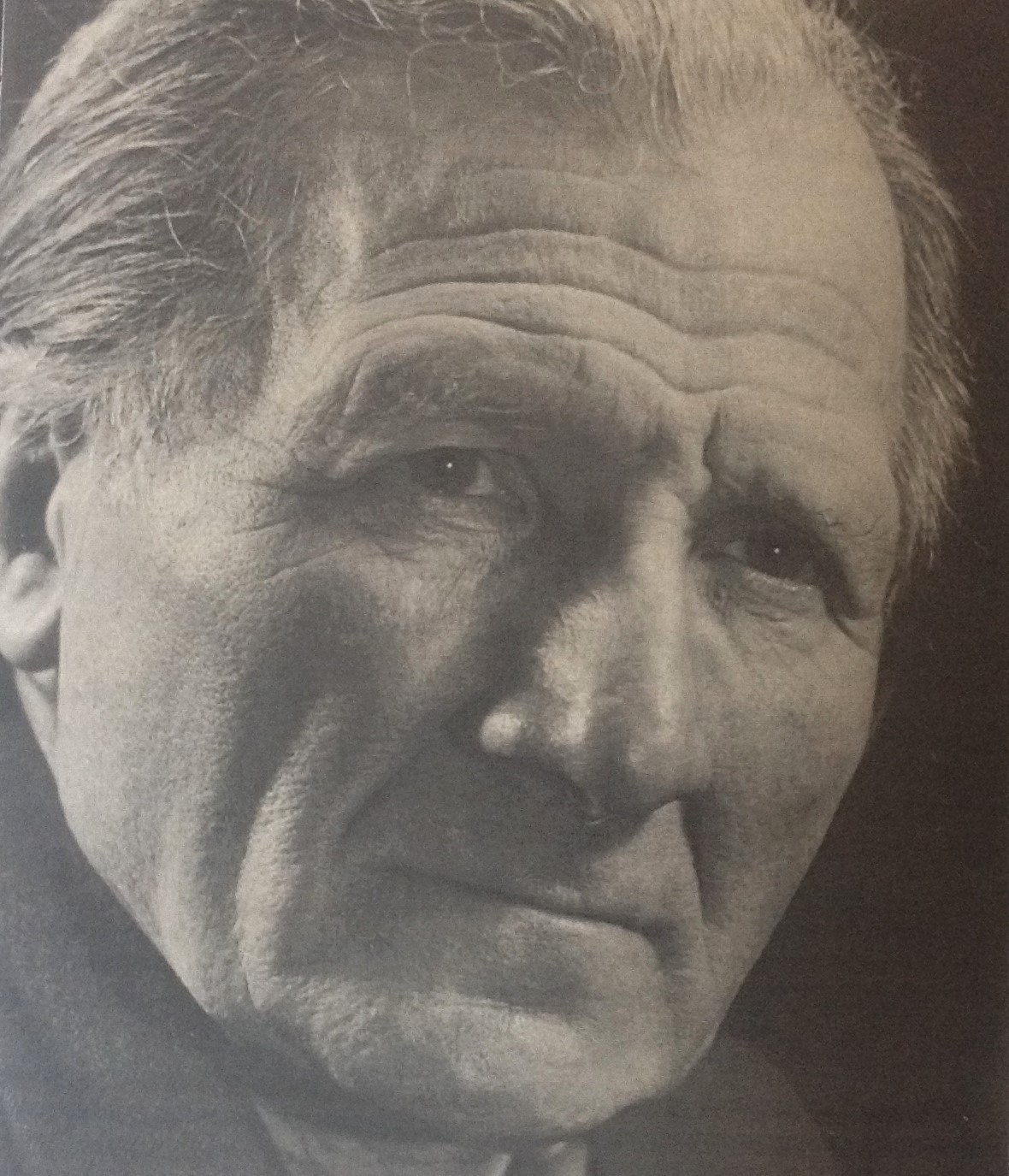
Georges Wasterlain.

- 1940 : Francis André, illustrateur ;
- 1941 : Arthur Grumiaux, violoniste ;
- 1942 : Fernand Urbain, peintre ;
- 1943 : Fernand Gommaerts, peintre ;
- 1944 : Georges Grard, sculpteur ;
- 1945 : Gustave Camus, peintre ;
- 1946 : Albert Mascaux, peintre ;
- 1947 : André Pesesse dit Gevrey, artiste lyrique et dramatique ;
- 1948 : Arsène Detry, peintre ;
- 1949 : René Harvent, sculpteur ;
- 1950 : Charles Bertin, auteur dramatique ;
- 1951 : Alex-Louis Martin, peintre ;
- 1952 : Ernest D'Hossche, céramiste ;
- 1953 : Jacques Depelsenaire, architecte ;
- 1954 : Pierre Caille, céramiste ;
- 1955 : Jean Ransy, peintre ;
- 1956 : Roger Dudant, peintre ;
- 1957 : Christian Leroy, sculpteur ;
- 1958 : Germain Ghislain, artiste lyrique :
- 1959 : Monique Cornil, sculptrice ;
- 1962 : Gustave Marchoul, graveur ;

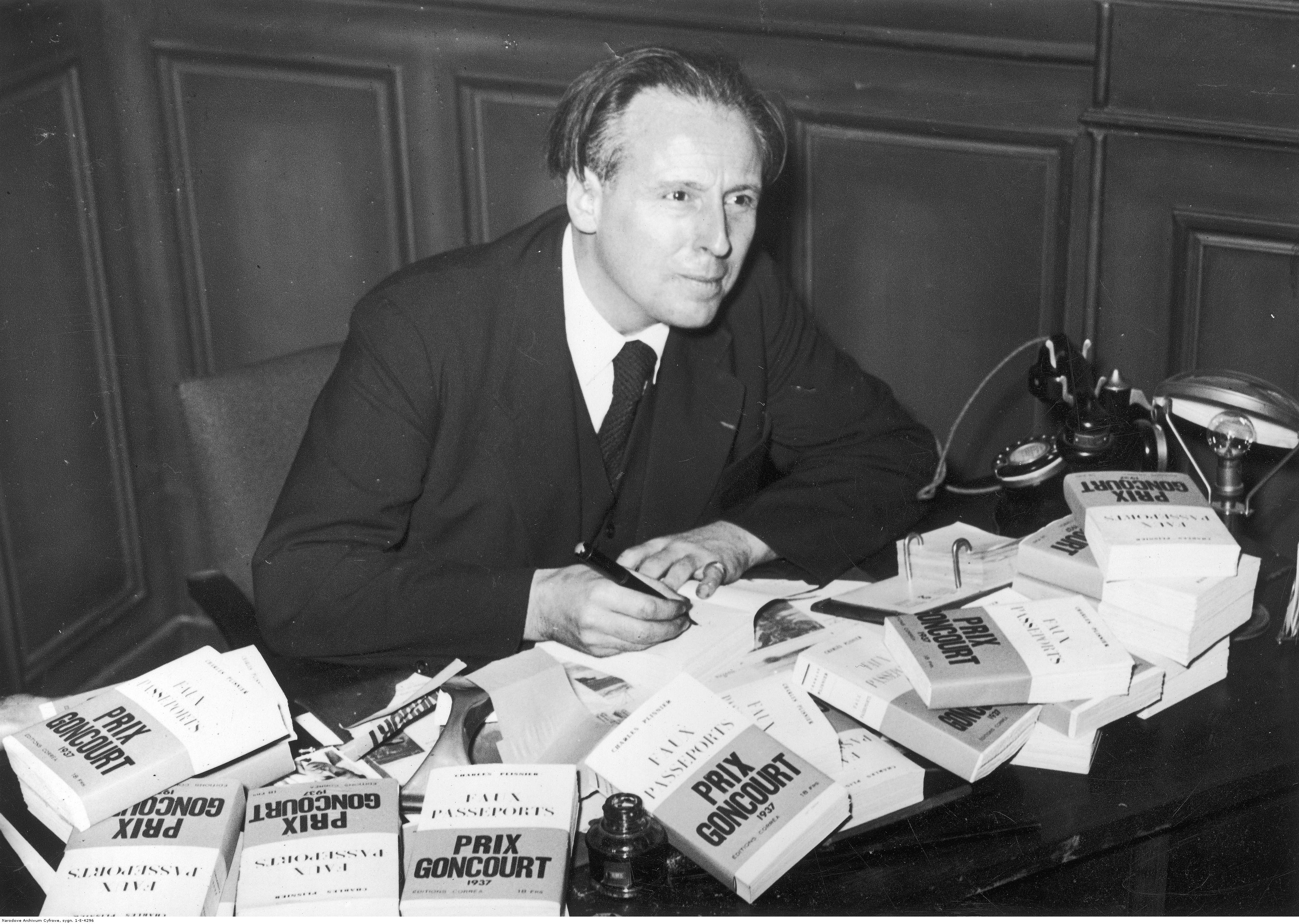
Charles Plisnier.

- Charles Plisnier.1963 : Jacques Paulus, littérature, Yvon Givert, théâtre et Marcel Debatty, cinéma ;
- 1965 : Gabriel Belgeonne, graveur et peintre ;
- 1966 : Pierre Coran, romancier et poète ;
- 1967 : Robert Michiels, sculpteur ;
- 1968 : André Miguel, littérateur ;
- 1971 : Michel Jamsin, peintre ;
- 1972 : Marc Feulien, sculpteur ;
- 1973 : Jean Coenen, sculpteur ;
- 1975 : Claude Goffin ;
- 1979 : Daniel Pelletti, peintre ;
- 1987 : Jean-Pierre Scouflaire, gravure ;
- 1988 : Pierre Debatty, peintre ;
- 1989 : Laurence Dervaux, gravure.
- 1990 : Pierre Debatty, peintre.

## Organisés par Hainaut Culture
Il existe plusieurs Prix du Hainaut qui récompensent des créateurs dans des domaines bien particuliers:
- le prix du Hainaut des arts plastiques ;
- le prix Charles Plisnier de littérature française ;
- le prix de l'Education Permanente ;
- le prix des arts de la scène ;
- le prix de Peinture figurative Jean et Irène Ransy.

D’autres prix sont biennaux : 
- le prix d'aide à la création audiovisuelle ;
- le prix de la vulgarisation scientifique ;
- le prix des langues régionales ;
- le prix Achille-Béchet de consécration d'une carrière.

## Organisés avec ou par d'autres organes
Hainaut Culture avec la Fédération musicale du Hainaut :
- le prix de la composition musicale pour harmonies et fanfares : prix biennal créé en 1973, décerné par la Direction générale des Affaires culturelles (DGAC) ensemble avec la Fédération musicale du Hainaut.

Hainaut Culture avec la ville de Chimay : 
- le Prix Maurice et Gisèle Gauchez-Philippot.

Hainaut Culture avec l’Académie Alphonse-Darville et le musée de la photographie de Charleroi :
- le prix national de portrait photographique Fernand-Dumeunier [4].

L’Office métiers d’art du Hainaut décerne :
- le prix des Métiers d’Art du Hainaut.